# Johann Robert Korn
Johann Robert Korn (* 15. Februar 1873 in Salzungen; † 24. September 1921 in Berlin) war ein deutscher Bildhauer.

## Leben

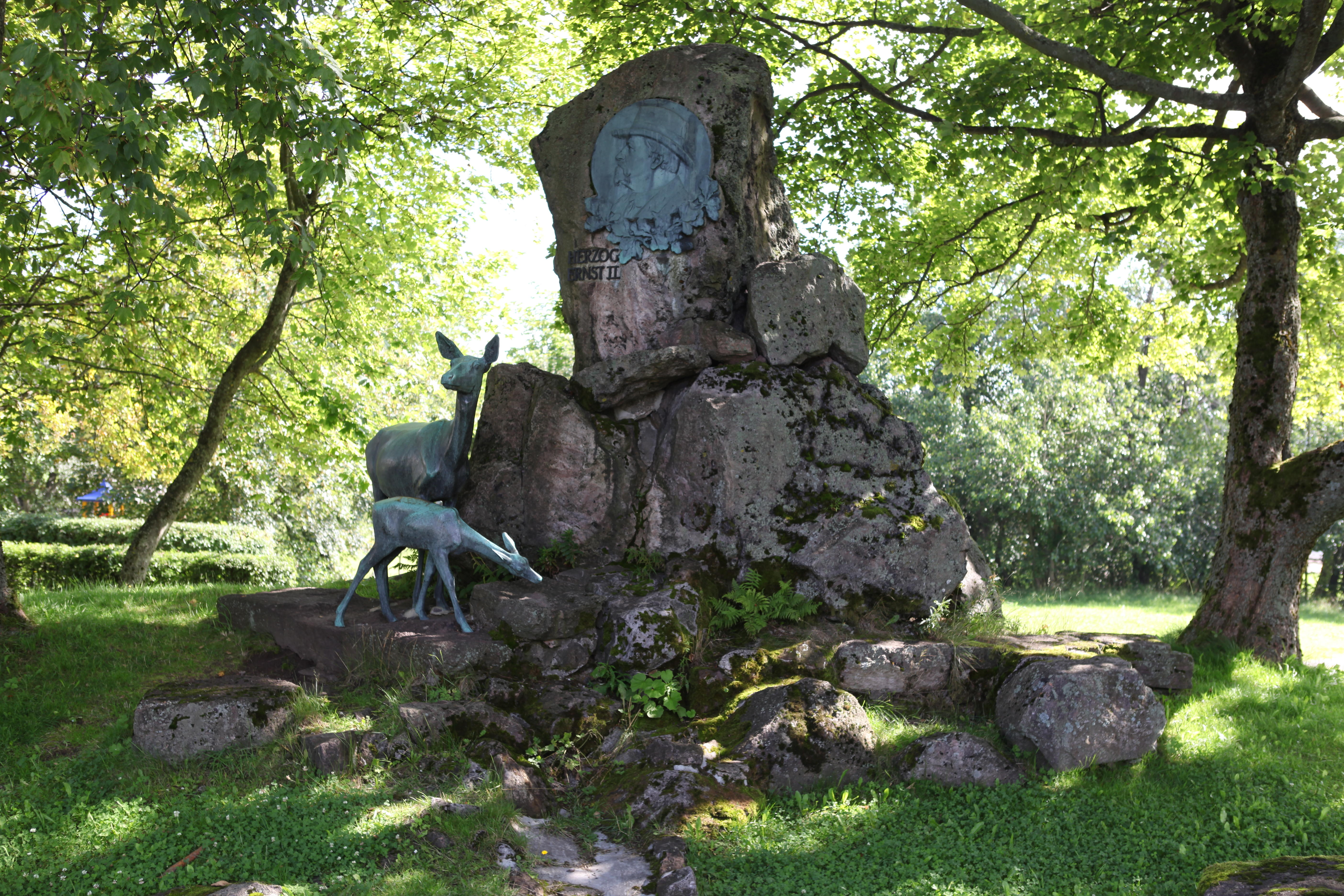
Herzog Ernst von Sachsen-Coburg und Gotha-Denkmal mit Rehgruppe, Oberhof von 1902

Johann Robert Korn wurde als Sohn des Maschinenmeisters Peter Gustav Korn im heutigen Bad Salzungen geboren. Nach dem frühen Tode der Mutter zog die Familie nach Ohrdruf. Peter Gustav Korn heiratete dort am 25. November 1882 die Witwe Marie Phillipine Häfeberg (geborene Seydenfaden). Die Stiefmutter brachte eigene Kinder mit in die Ehe. 1883 wurde der Vater Peter Gustav Korn als Gastwirt in Ohrdruf geführt und der erste Halbbruder Wilhelm Carl wurde geboren. Bis 1888 folgten noch drei weitere Halbgeschwister. Peter Gustav Korn wird als „sehr strenger Vater“ und seine Frau als „lieblose“ Stiefmutter beschrieben.
Eine frühe künstlerische Förderung erhielt Johann Robert Korn durch seinen Schulzeichenlehrer und entwickelte sich dadurch zu einem guten Zeichner. Im Jahr 1887 begann er eine Lehre als Modelleur bei der Ohrdrufer Porzellanmanufaktur Bähr & Pröschild. In dieser Zeit lernte er seine spätere Ehefrau Elly John kennen und lieben. Bereits in Ohrdruf soll die Sautreiberin entstanden sein. Dabei soll das Schwein der Familie „Modell“ gestanden haben. Eine Nachbarin war die „Sautreiberin“, da aus der Familie niemand als Modell zur Verfügung stehen wollte.
Ab dem 1. Mai 1890 studierte er an der Königlichen Kunstschule zu Berlin. 1894 setzte er seine Studien an der Kunstgewerbeschule Berlin fort und wechselte 1895 an die Akademie der Bildenden Künste Berlin, wo er unter anderem von Gerhard Janensch und Peter Breuer unterrichtet wurde. Seit 1896 arbeitete Johann Robert Korn in seinem eigenen Atelier in Berlin; hier entstanden seine ersten selbstständigen Werke: der Schimpanse und der Asiat.
1899 erhielt er aus Ohrdruf den Auftrag zur Gestaltung eines Porträtreliefs am Grabmal des verstorbenen Bürgermeisters Julius Strenge.
Ein erster größerer künstlerischer Erfolg seines Schaffens war 1901 ein zweiter Platz eines Ausschreibungswettbewerbs für ein Denkmal für Ernst den Frommen vor dem Gothaer Schloss Friedenstein. Im folgenden Jahr bekam er den Auftrag für ein Denkmal des 1893 verstorbenen Herzog Ernst von Sachsen-Coburg und Gotha. Das Denkmal wurde Ende 1902 in Oberhof enthüllt und fand großen Beifall bei Publikum und Kunstsachverständigen.
Am 4. November 1902 heirateten Elly John und Johann Robert Korn, ein Jahr später wurde Tochter Katharina Susanna geboren. Im Jahr 1904 gewann Johann Robert Korn den Michael Beer-Preis der Berliner Akademie und erhielt im Herbst 1904 ein Stipendium der Preußischen Akademie der Künste in der Villa Strohl-Fern in Rom. In Rom wurden 1905 die Zwillinge Pia und Romano geboren. Sohn Romano verstarb nach wenigen Tagen. Wieder zurück in Berlin, wurden 1906 die Zwillinge Ilse und Helmut geboren. 1908 folgte Sohn Robert und 1909 Sohn Wolfgang.
Im Jahr 1910 gewann er eine Bronze-Medaille auf der Ersten Internationalen Jagd-Ausstellung in Wien und erhielt 1911 eine Silberne Staats-Medaille für seine Bronze Reitende Diana auf Hirschkuh vom Salzburger Kunstverein.
Seit 1911 war Johann Robert Korn Mitglied im Verein Berliner Künstler.
1915 wurde Johann Robert Korn zur Grundausbildung nach Fürstenwalde einberufen und anschließend nach Lemberg versetzt, wo er im November 1916 an einer Rippenfellentzündung erkrankte. Bei der Verlegung in ein Lazarett nach Posen infizierte er sich mit Tuberkulose. Von der Tuberkulose konnte er nicht mehr geheilt werden; er diente, bis zum Ende des Ersten Weltkrieges, in verschiedenen Garnisonen in der Etappe. Auch nach dem Krieg erholte sich Johann Robert Korn nicht wieder von seiner Krankheit und obwohl ihm der Direktor des Berliner Zoos ein eigenes Atelier einrichtete, konnte er seine künstlerische Tätigkeit nicht wieder aufnehmen. Am 24. September 1921 starb Johann Robert Korn an den Folgen der Tuberkulose.

## Werke (Auswahl)
- 1896: Schimpanse aus Steinguss (Limitiert: 499 Exemplare, nummeriert und signiert)[4] sowie aus Heubach Porzellan.[5]
- 1897: Der Asiat (Bembe) – Porträtstudie eines Kalmücken aus Gips, bronziert im Bestand des Deutschen Historischen Museum Berlin.[6]
- 1899: Relief für das Grabmal von Bürgermeister Julius Strenge. Im Bestand des Museum Schloss Ehrenstein.
- 1903: Herzog Ernst von Sachsen-Coburg und Gotha-Denkmal mit Rehgruppe, Oberhof.
- 1910: Rehgruppe, Bronzeguss: Aktiengesellschaft Gladenbeck Berlin. Große Berliner Kunstausstellung 1915. Im Bestand der Staatlichen Museen zu Berlin seit 1915 (Weitere Exemplare und Varianten in Privatbesitz).[7] Abgüsse seit 1910 Zoologischer Garten Berlin (am Antilopenhaus),[8] 1934 auf dem Parkfriedhof Lichterfelde für das Grab Wilhelm August Forthmann[9] (diese Ausfertigung wurde 2013 gestohlen und seither nicht wieder aufgestellt.),[10] 1935 vor dem Offizierskasino Neuruppin, seit 1965 vor der Poliklinik Neuruppin[11] (heute Medizinisches Versorgungszentrum)[12] und seit 1965 ein Abguss im Düsseldorfer Volksgarten.[13]
- 1910: Rehgruppe und Rehbock aus Porzellan (Heubach).[14]
- 1910: Rothirsch, Bronze, Zoologischer Garten Berlin (Wiese westlich der Bisons und 1936 in der Ehrenhalle der Deutschen Jagdausstellung).[15]
- 1913: Adler, Kalkstein am Westeingang zum U-Bahnhof Hohenzollernplatz[16]
- 1959: Bergmann, Bronze, seit 1983 in der Vorhalle des Rathauses Harderwijk (NL).[17]

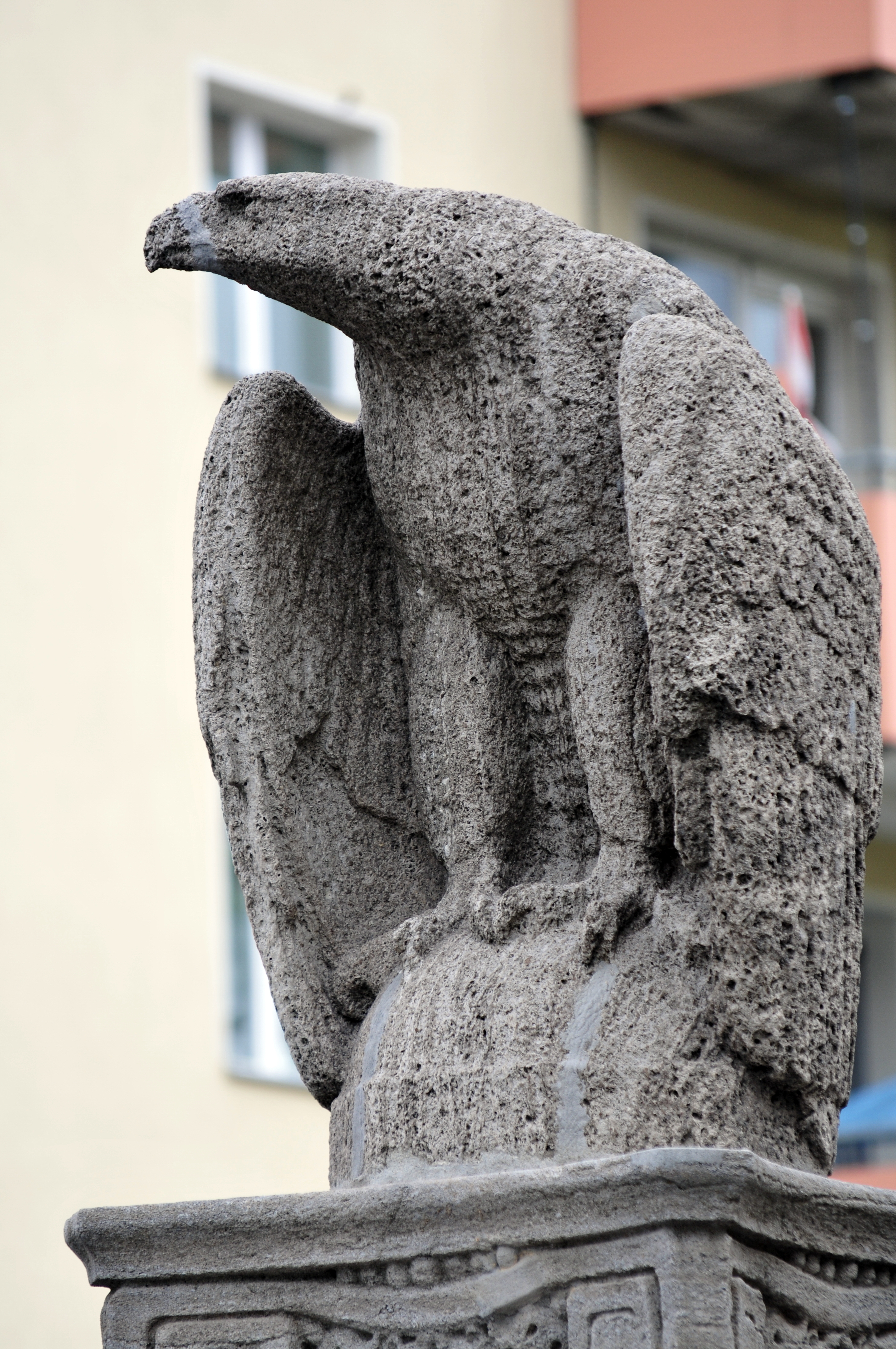
Linker Adler am Westeingang zum U-Bahnhof Hohenzollernplatz von 1913
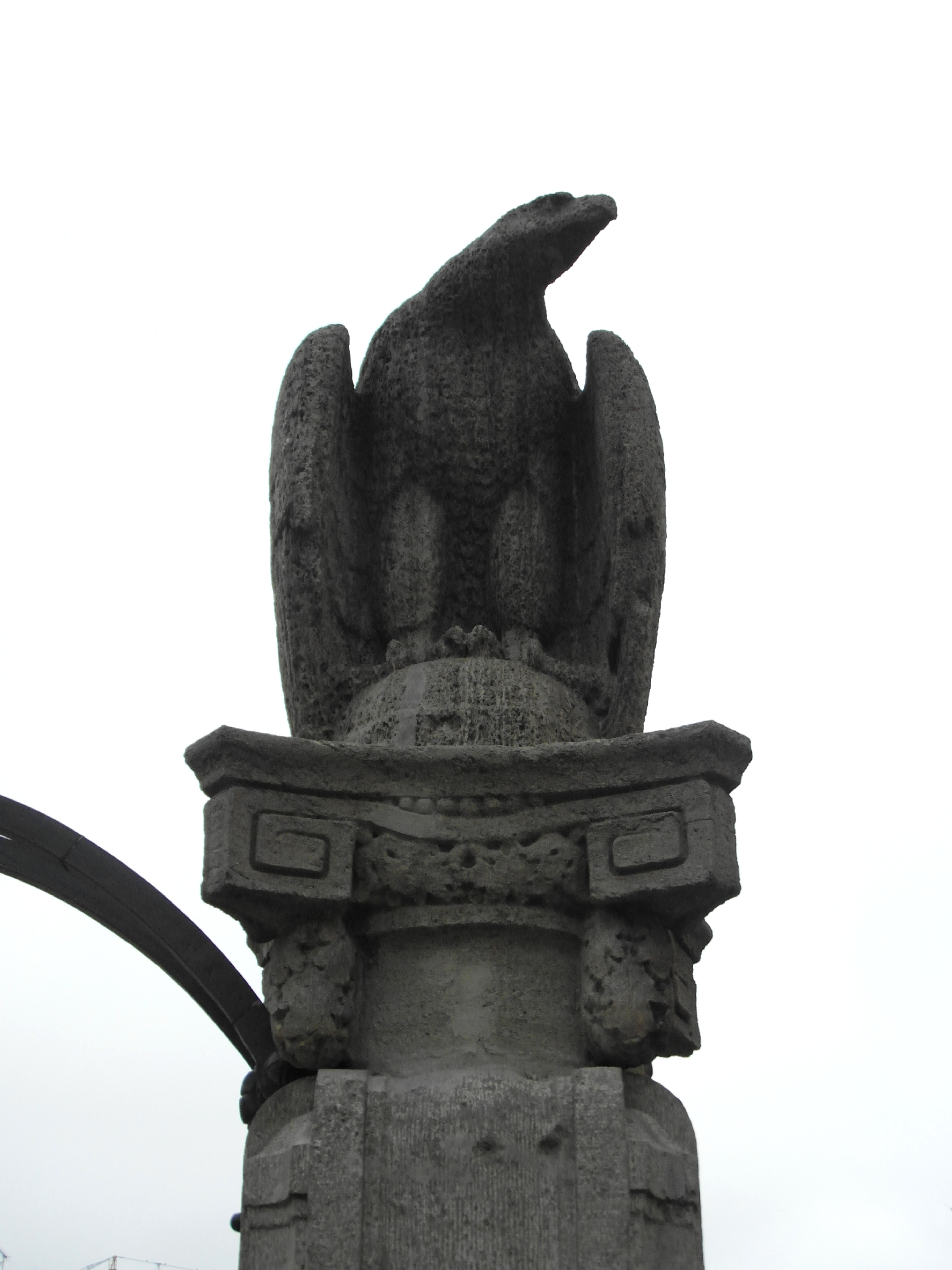
Rechter Adler am Westeingang zum U-Bahnhof Hohenzollernplatz von 1913
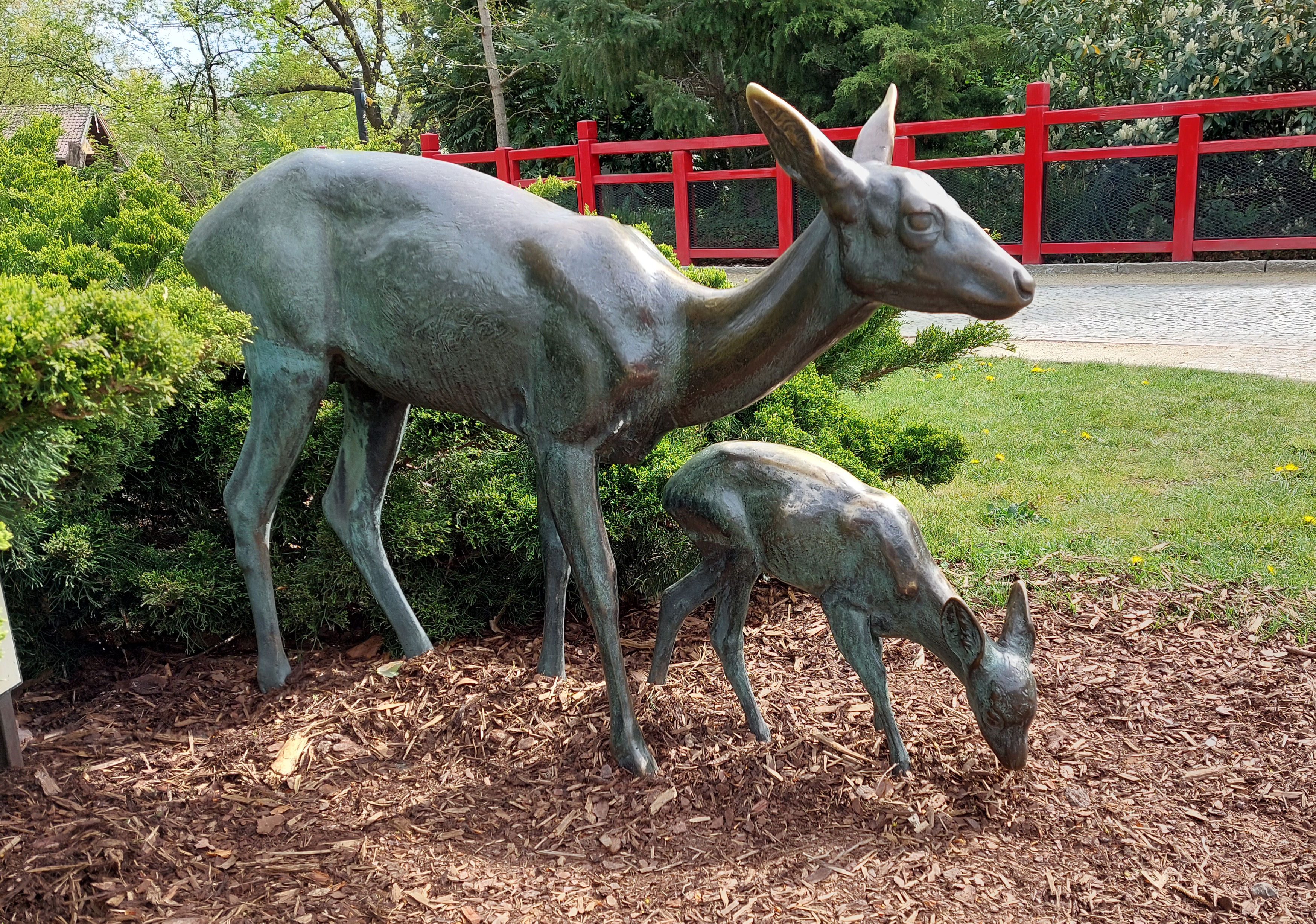
"Rehgruppe" (1910) im Zoologischen Garten Berlin
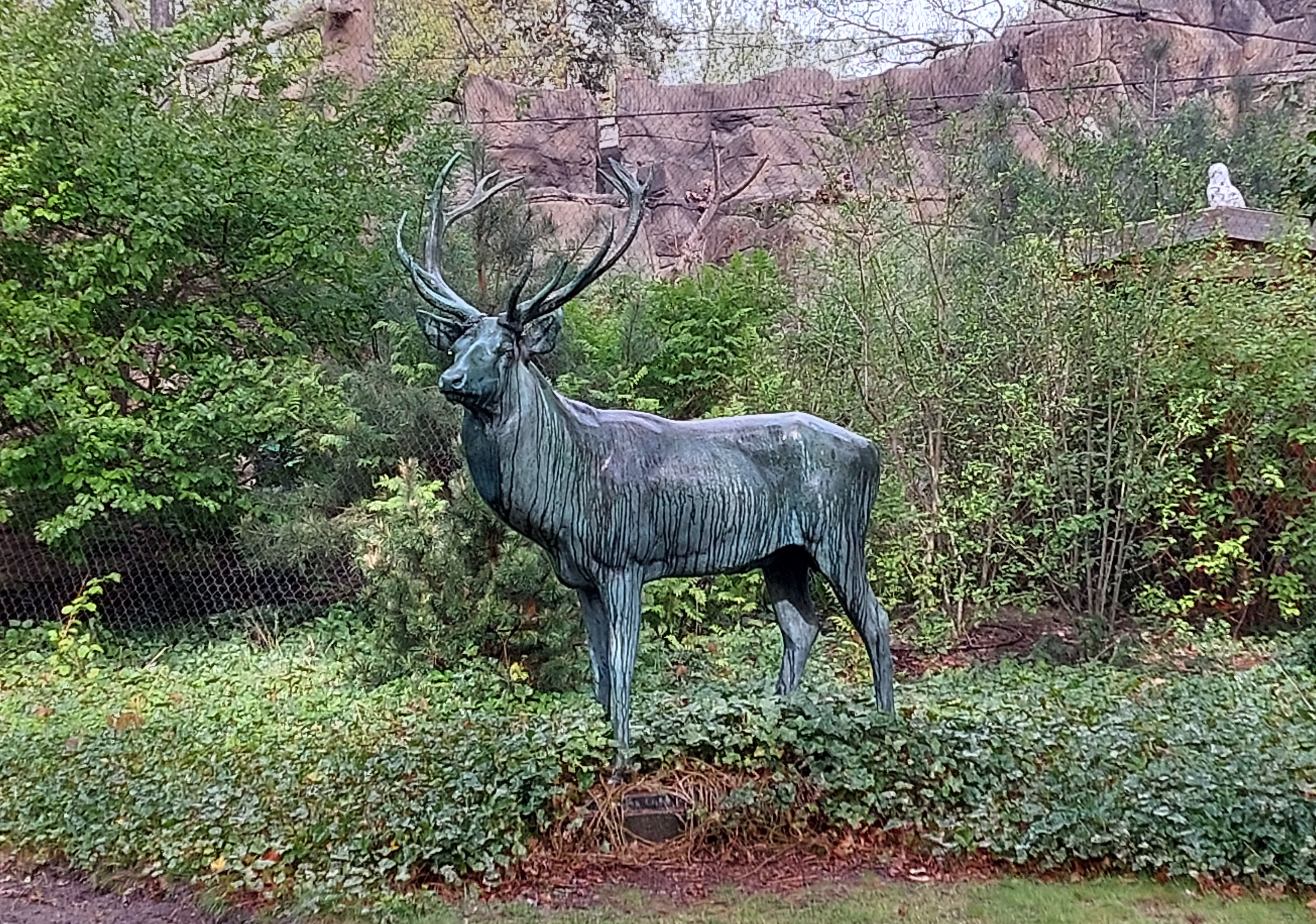
"Rothirsch" (1913) im Zoologischen Garten Berlin

## Ausstellungen
- seit 1897: regelmäßige Teilnahme an der Großen Berliner Kunstausstellung[18]
- 1900 bis 1911: regelmäßige Teilnahme an den Münchner Glaspalast Ausstellungen
- 1902: Deutschnationale Kunstausstellung Düsseldorf
- 1904 und 1906: Internationale Kunstausstellung Bremen
- 1908: Große Kunstausstellung Dresden
- 1909 und 1911: Wiener Künstlerhaus-Ausstellung
- 1910: Erste Internationale Jagd-Ausstellung Wien
- 1911: Jahres-Ausstellung im Künstlerhaus Salzburg
- 1912: Große Kunstausstellung Hannover
- 1912: Ausstellung im Kunstverein in Hamburg
- 1913: Darmstädter-Künstlerkolonie-Ausstellung[19]